# Cuauhtémoc Blanco
Cuauhtémoc "Temo" Blanco Bravo (Cidade do México, 17 de janeiro de 1973) é um político e ex-futebolista mexicano que atuava como atacante e meia. É o atual governador do estado de Morelos. 
Blanco é amplamente considerado um dos maiores jogadores mexicanos de todos os tempos. Um estudo do site Barça Numbers listou Blanco como o melhor batedor de penaltis de todos os tempos, tendo ele convertido 71 dos 73 pênaltis em sua carreira. É o maior artilheiro da Copa das Confederações (9 gols), dividindo a marca com Ronaldinho Gaúcho.

## Juventude
Blanco nasceu na Cidade do México, no distrito de Tlatilco. Filho de Faustino Blanco e Hortensia Bravo, ele recebeu seu nome em homenagem ao último imperador asteca Cuauhtémoc.

## Carreira

### Club América

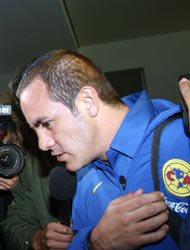
Blanco nos tempos de América

Iniciou sua carreira profissional aos dezessete anos no América em 1990. Por esse clube, venceu a Copa dos Campeões da CONCACAF, o Campeonato Mexicano (Clausura) e a copa Campeão dos Campeões, todas em 2005.
Teve passagens pelas equipes do Necaxa, Veracruz e pela equipe espanhola Valladolid. Pela Seleção do México conquistou a Copa Ouro em 1996 e 1998 e a Copa das Confederações em 1999, pela qual também foi o artilheiro. Jogou pela seleção de seu país as Copas do Mundo de 1998, 2002 e Copa do Mundo de 2010. Por causa de sua personalidade forte, não jogou a Copa do Mundo de 2006, pois brigou com o técnico argentino Ricardo La Volpe que, então, dirigia a seleção mexicana.

### Chicago Fire
Em 1 de abril de 2007, assinou contrato com a equipe estadunidense de futebol Chicago Fire, com estreia em 22 de julho desse mesmo ano na MLS, a liga estadunidense de futebol. Em sua estreia, marcou um gol no empate em 1 a 1 contra o Celtic Football Club. Em 19 de agosto, marcou mais um  gol na vitória do Fire sobre o Real Salt Lake por 2 a 0. Voltou a marcar e dar uma assistência na vitória do Fire sobre o Kansas City Wizards também por 2 a 0. Chegou até as finais da MLS Cup, porém sua equipe foi eliminada pelo New England Revolution. Em seu primeiro ano no Chicago Fire marcou 4 gols e fez 7 assistências.
A 10 de Setembro de 2008, antes do jogo pertencente à terceira fase das Eliminatórias da América do Norte, Central e Caribe para a Copa do Mundo FIFA de 2010, anunciou o fim da sua carreira na Seleção Mexicana. Entretanto, em meados de 2009 foi chamado de volta à seleção, que se encontrava em dificuldades para se classificar para a Copa do Mundo de 2010. Fez excelentes partidas e conseguiu ajudar o México a se classificar para mais uma Copa. Com o Chicago Fire, obteve o vicecampeonato da Superliga em 2009.

### Santos Laguna
Em 19 de novembro de 2008, foi anunciado que o Santos Laguna contratou Blanco por empréstimo. Blanco foi formalmente apresentado à imprensa no dia seguinte, vestindo a camisa 9.
Ainda em 2009, anunciou oficialmente que não renovaria seu contrato com o Chicago Fire assinando em seguida com a equipe mexicana Veracruz, onde permaneceu por uma temporada. Na sequência assinou com o Irapuato.
Em dezembro de 2011, Blanco ingressou no Dorados de Sinaloa da Liga de Ascenso.

### Puebla
Depois de considerar a aposentadoria, Blanco assinou com o Puebla para jogar uma última temporada na Liga MX em maio de 2014. Em abril de 2015, Blanco anunciou sua aposentadoria dos gramados após a conquista da Copa do México pelo Puebla, aos 42 anos.

## Carreira internacional
Blanco representou a seleção mexicana de futebol de 1995 a 2010. Jogou duas Copas do Mundo, duas Copas das Confederações, no qual ganhou uma em 1999, sobre o Brasil, e recebeu a Chuteira de Ouro, pela artilharia, e a Bola de Prata, por suas atuações e venceu Liga dos Campeões da Concacaf. Foi convocado pela seleção Méxicana para disptar a Copa do Mundo de 2010, recebendo o número 10.
Blanco é o terceiro maior artilheiro da história da seleção, com 38 gols.

## Carreira política
Em 2015, Blanco foi eleito Prefeito de Cuernavaca, cidade mexicana com cerca de 350 mil habitantes no estado de Morelos. Candidato do Partido Social-Democrata (PSD), Blanco recebeu 39.861 votos.
Em junho de 2016, Blanco desfiliou-se do PSD, ingressando no Partido do Encontro Social (PES) em março de 2017.
Em 1 de julho de 2018, ele ganhou as eleições para governador de 2018 de Morelos com uma vitória expressiva, tornando-se o primeiro ex-jogador de futebol a vencer uma eleição para governador estadual no México. Seu mandato teve início em 1 de outubro.

## Vida pessoal
Blanco foi casado com Marisela Santoyo de 1996 a 2003, com quem tem um filho, Cuauhtémoc Jr. O casal se separou em 2000 e Blanco teve um caso com Liliana Lago, com quem teve uma filha, Bárbara, nascida em 2002. Desde 2015, é casado com a modelo brasileira Natalia Rezende.

## Títulos
América
- Liga dos Campeões da CONCACAF: 1992, 2006
- Copa Gigantes da CONCACAF: 2001
- Campeonato Mexicano: 2002-V, 2005-C
- Campeón de Campeones: 2004

Necaxa
- Campeonato Mexicano: 1998-I

Real Valladolid
- Troféu Cidade de Valladolid: 2000, 2001, 2002

Santos Laguna
- Campeonato Mexicano: 2008-C

Irapuato
- Liga de Ascenso: 2011-C

Dorados de Sinaloa
- Copa México: 2012-A

Puebla
- Copa México: 2015-C

Seleção Mexicana
- Copa das Confederações FIFA: 1999
- Copa Ouro da CONCACAF: 1996, 1998, 2003, 2009, 2011

## Artilharia
Seleção Mexicana
- Copa das Confederações: 1999 - 9 gols[27]

América
- Campeonato Mexicano: 1998 (Inverno) - 16 gols

## Campanhas de destaque
Chicago Fire
- Superliga: 2º lugar - 2009